# Bittacus sjostedti
Bittacus sjostedti är en näbbsländeart som beskrevs av Herman Willem van der Weele 1910. 
Bittacus sjostedti ingår i släktet Bittacus och familjen styltsländor. Inga underarter finns listade i Catalogue of Life.